# Оскар Клефбом
Оскар Клефбом (швед. Oscar Klefbom; 20 липня 1993, м. Карлстад, Швеція) — шведський хокеїст, захисник. Виступає за «Едмонтон Ойлерс» у Національній хокейній лізі.
Вихованець хокейної школи ХК «Гаммаре». Виступав за «Фер'єстад» (Карлстад), «Едмонтон Ойлерс», «Оклахома-Сіті Беронс» (АХЛ).
В чемпіонатах Швеції — 67 матчів (3+4), у плей-оф — 11 матчів (0+1). В чемпіонатах НХЛ — 77 матчів (3+20).
У складі національної збірної Швеції учасник чемпіонату світу 2015 (8 матчів, 1+3). У складі молодіжної збірної Швеції учасник чемпіонату світу 2012. У складі юніорської збірної Швеції учасник чемпіонату світу 2011.
Досягнення
- Переможець молодіжного чемпіонату світу (2012)
- Срібний призер юніорського чемпіонату світу (2011).